# André Messager
André Charles Prosper Messager (ur. 30 grudnia 1853 w Montluçon, zm. 24 lutego 1929 w Paryżu) – francuski kompozytor i dyrygent.

## Życiorys
W latach 1869–1874 uczył się w École de Musique Classique et Religieuse u Eugène’a Gigouta (harmonia) i Clémenta Loreta (organy), pobierał też naukę u Gabriela Faurégo i Camille’a Saint-Saënsa. Pełnił funkcję organisty w paryskich kościołach St Sulpice (1874), St Paul-St Louis (1881) i Ste Marie-des-Batignolles (1882–1884). W 1876 roku swoją Symfonią A-dur zdobył I nagrodę w konkursie zorganizowanym przez Société des Auteurs et Compositeurs de Musique. W latach 70. XIX wieku dyrygował i pisał balety dla Folies Bergère, a w 1880 roku prowadził przez jeden sezon Eden-Théâtre w Brukseli. W 1883 roku na zlecenie wydawnictwa Enoch dokończył operetkę Firmina Bernicata François-les-Bas-Bleus. Pisał cieszące się dużą popularnością na scenach francuskich i angielskich operetki. Działał też jako dyrygent, propagując twórczość Richarda Wagnera, współczesnych kompozytorów francuskich (Claude Debussy, Gabriel Fauré, Maurice Ravel) oraz muzykę dawną (Christoph Willibald Gluck, Jean-Philippe Rameau). Poprowadził prapremierowe przedstawienie opery Debussy’ego Peleas i Melisanda (1902). Był dyrektorem muzycznym Opéra-Comique (1898–1903) i Opéra de Paris (1907–1914). Od 1901 do 1907 roku pełnił też funkcję dyrektora artystycznego londyńskiego Covent Garden Theatre. W 1905 roku dyrygował Concerts Lamoureux.  Od 1908 do 1919 roku był dyrygentem Société des Concerts du Conservatoire. W sezonie 1924 dyrygował zespołem Ballets Russes Siergieja Diagilewa.
Od 1926 roku był członkiem Académie des beaux-arts. Odznaczony został Legią Honorową. Był żonaty z kompozytorką Alice Maude Davies (pseud. Hope Temple, 1858–1938). Został pochowany na cmentarzu Passy koło Gabriela Faurégo i Claude’a Debussy’ego.

## Wybrane kompozycje
(na podstawie materiałów źródłowych)

### Utwory orkiestrowe
- Symfonia A-dur (1875)
- ballada orkiestrowa Loreley (ok. 1880)

### Utwory kameralne
- Trois pièces na skrzypce i fortepian (1897)

### Utwory fortepianowe
- Impromptu (1889)
- Habanera (1889)
- Menuet (1889)
- Mazurka (1889)
- Caprice polka (1889)
- Valse (1889)
- Pavane des fées (1889)
- Souvenirs de Bayreuth (1899)
- Trois valses na fortepian na 4 ręce (1884)

### Pieśni na głos i fortepian
- Nouveau printemps (1885)
- Amour d’hiver (1911)

### Kantaty
- Prométhée enchaîné (ok. 1877)
- Don Juan et Haydée (ok. 1880)

### Opery
- opera komiczna La béarnaise (wyst. 1885)
- opera komiczna Le bourgeois de Calais (wyst. 1887)
- opera komiczna La basoche (wyst. 1890)
- dramat liryczny Hélène (wyst. 1891)
- komedia liryczna Madame Chrysanthème (wyst. 1893)
- opera komiczna Le chevalier d’Harmental (wyst. 1896)
- opera komiczna Véronique (wyst. 1898)
- opera komiczna Les dragons de l’impératrice (wyst. 1905)
- komedia liryczna Fortunio (wyst. 1907)
- legenda liryczna Béatrice (wyst. 1914)
- opera Monsieur Beaucaire (wyst. 1919)
- komedia muzyczna La petite functionnaire (wyst. 1921)
- komedia muzyczna L’amour masqué (wyst. 1923)

### Operetki
- Le mari de la reine (wyst. 1889)
- La fiancée en loterie (wyst. 1896)
- Les p’tites Michu (wyst. 1897)
- Coups de roulis (wyst. 1928)

### Balety
- Fleur d’oranger (1878)
- Les vins de France (1879)
- Mignons et vilains (1879)
- Les deux pigeons (1886)
- Scaremouche (1891)
- Amants éternels (1893)
- Les chevalier aux fleurs (1897)
- Une aventure de la guimard (1900)